# یواس‌اس اپوننت (ای‌ام-۲۶۹)
یواس‌اس اپوننت (ای‌ام-۲۶۹) (به انگلیسی: USS Opponent (AM-269)) یک کشتی بود که طول آن ۱۸۴ فوت ۶ اینچ (۵۶٫۲۴ متر) بود. این کشتی در سال ۱۹۴۳ ساخته شد.